# Maria de Sousa
Maria de Sousa GCSE GOSE GOIH (n. 17 octombrie 1939, Lisabona, Portugalia – d. 14 aprilie 2020, Lisabona, Portugalia) a fost o imunologă, poetă și scriitoare portugheză. Ea a obținut recunoaștere internațională în calitate de cercetător medical, ca autor al mai multor lucrări științifice seminale: a fost prima care a descris zonele dependente de timus (sau celule T) în 1966, o descoperire fundamentală în cartografierea organelor limfoide periferice, și a inventat termenul de „ecotaxis” în 1971, pentru a descrie fenomenul prin care celule de origini diferite migrează și se organizează între ele în zone limfoide  foarte specifice. Mai târziu, în 1980, s-a axat pe studiul de hemocromatozei ereditare, boală genetică prin care se acumulează prea mult fier în organism.
Maria de Souza a murit în Lisabona pe 14 aprilie 2020 suferind de COVID-19, în timpul pandemiei de coronaviroză, după o săptămână în unitatea de terapie intensivă de la Spitalul São José. Printre personalitățile din societatea și domeniul științific portugheze care i-au adus un omagiu s-a numărat și Președintele Republicii, Marcelo Rebelo de Sousa, care a emis o declarație oferind condoleanțe familiei, referindu-se la ea ca la „o figură de neegalat în știința portugheză” și subliniind „inevitabila moștenire în știință și mare exemplu în rigoare, exigență și angajament civic și cultural”.

## Distincții
- Mare Ofițer al Ordinului Prințului Henric (9 iunie 1995)[15]
- Mare Ofițer al Ordinului Sfântului Iacob al Sabiei (20 ianuarie 2012)
- Marea Cruce a Ordinului Sfântului Iacob al Sabiei (18 noiembrie 2016)

## Publicații selectate
- Parrott, DMV, de Sousa, MAB, and East, J. "Thymus dependent areas in the lymphoid organs of neonatally thymectomized mice". J. Exp. Med.; l23: 191–1966.
- Parrott, DMV and De Sousa, MAB. "Changes in thymus-dependent areas of lymph nodes after immunological stimulation". Nature, 212: 1316-,1966.
- De Sousa, MAB, Parrott, DMV and Pantelouris. "Lymphoid tissues in mice with congenital aplasia of the thymus". Clin.exp.Immunol. 4: 637-,1969.
- Sousa, MD "Kinetics of distribution of thymus and marrow cells in peripheral organs of the mouse – Ecotaxis". Clin.exp.Immunol. 9: 371-,1971.
- Broxmeyer, HE, Smithyman, A, Eger, RR, Meyer, PA and De Sousa, M. "Identification of Lactoferrin as granulocyte derived inhibitor of colony stimulating activity production". J. Exp. Med. 148: 1052–1067, 1977.
- Dörner, M., Silverstone, A., Nishyia, K.,de Sostoa, A.,Munn, G and De Sousa, M. "Ferritin synthesis by Human T lymphocytes". Science, 209: 1019–1021.
- De Sousa M., Reimão, R., Lacerda, R., Hugo, P. and Kaufman. S. "Iron overload in ß2 microglobulin deficient mice". Immunol. Lett. 39: 105–111. 1994.
- Santos, M., Schilham, MW, Rademakers, LHPM, Marx, JJM, de Sousa, M. and Clevers, H. "Defective iron homeostasis in beta 2-microglobulin knockout mice recapitulates Hereditary Hemochromatosis in man". J.Exp.Med, 184: 1975–1985. 1996.
- De Almeida SF, Carvalho IF, Cardoso CS, Cordeiro JV, Azevedo JE, Neefjes J, De Sousa M. (2005) "HFE crosstalks with the MHC class I antigen presentation pathway". Blood 106:971-7.
- De Sousa, M. 2011. "An outsider's perspective-ecotaxis revisited: an integrative review of cancer environment, iron and immune system cells". Integr. Biol., 3, 343–349.
- Hoshino A, Costa-Silva B, Shen TL, et al. (2015). "Tumour exosome integrins determine organotropic metastasis". Nature 527(7578):329-35. Epub 2015 Oct 28.